# 京成バス千葉セントラル
京成バス千葉セントラル株式会社（けいせいバスちばセントラル、英: Keisei Bus Chiba Central Co.,Ltd.）は、千葉県船橋市に本社を置く京成電鉄バスホールディングス傘下のバス事業者。主に千葉県中央部でバスの運行を担当する。

## 概要
2025年（令和7年）4月1日付で京成グループのバス事業再編により、京成電鉄直営バス事業の分社化により設立されたちばレインボーバス、京成バスシステム、海浜ニュータウン内の輸送のために設立された千葉海浜交通が、ちばレインボーバスを存続会社とする形で合併し、京成バス千葉セントラル株式会社へ商号変更した。なお、合併に際し、京成バス千葉ウエストへ吸収合併された船橋新京成バスから、習志野営業所（旧：習志野新京成バス）を引き継いでいる。
翌2026年（令和8年）4月1日には、京成バスのうち新都心営業所、習志野出張所、新習志野高速営業所、長沼営業所が編入される予定。

## 本社・営業所
いずれも千葉県内に所在。詳細は各営業所記事を参照。
| 営業所・車庫名   | 営業所・車庫名   | 所在地                      | 備考 |
| ---------------- | ---------------- | --------------------------- | --- |
| 本社・船橋営業所 | 本社・船橋営業所 | 船橋市栄町1丁目10番10号     | 旧：京成バスシステム本社営業所                                                                                                   |
| 習志野西営業所   | 習志野西営業所   | 船橋市習志野4丁目16番20号   | 旧：新京成電鉄自動車部（鎌ヶ谷営業所習志野車庫→習志野営業所→鎌ヶ谷営業所習志野車庫）→習志野新京成バス→船橋新京成バス習志野営業所 |
| 高浜営業所       | 高浜営業所       | 千葉市美浜区高浜2丁目3番1号 | 旧：千葉海浜交通高浜営業所 |
| 印西営業所       | 船尾車庫         | 印西市船尾1377番地          | 旧：京成電鉄自動車本部船橋営業所船尾車庫→ちばレインボーバス本社営業所船尾車庫                                                    |
| 印西営業所       | 白井車庫         | 白井市神々廻1866番地        | 旧：京成電鉄自動車本部松戸営業所白井車庫→ちばレインボーバス本社営業所白井車庫                                                    |

## 路線
各営業所の記事を参照。